# مهدی مصیبی
مهدی مصیبی (زاده ۱۳۱۵) تهیه‌کننده سینما اهل ایران است. وی برادر حسن مصیبی (تدوین‌گر) است.

## بازیگر
- دروازه تقدیر (۱۳۴۶)

## تهیه‌کننده
- غربتی‌ها (۱۳۵۶)
- کلام حق (۱۳۵۶)
- سه نفر روی خط (۱۳۵۵)
- ماه عسل (۱۳۵۵)
- ذبیح (۱۳۵۴)
- کندو (۱۳۵۴)
- ممل آمریکایی (۱۳۵۴)
- همسفر (۱۳۵۴)
- غول (۱۳۵۲)
- مترس (۱۳۵۲)
- پخمه (۱۳۵۱)
- دشنه (۱۳۵۱)
- فرار از زندگی (۱۳۵۱)
- قایقرانان (۱۳۵۱)
- قلندر (۱۳۵۱)
- نانجیب (۱۳۵۱)
- بابا شمل (۱۳۵۰)
- خوشگل محله (۱۳۵۰)
- طوقی (۱۳۴۹)
- علی بی غم (۱۳۴۹)
- شهر آشوب (۱۳۴۸)
- مالک دوزخ (۱۳۴۸)
- نعره گرگ‌ها (۱۳۴۸)
- سنگ صبور (۱۳۴۷)
- دروازه تقدیر (۱۳۴۶)
- کوه زاد (۱۳۴۶)
- هفت شهر عشق (۱۳۴۶)